# 五塔熱子
五塔 熱子（ごとう ねつこ、1986年）は日本の熱波師（アウフギーサー）。女性アウフギーサーの第一人者といわれる。本名は石黒明日香。

## 経歴
神奈川県出身。20代はサーフィンに没頭していた。マッサージをするセラピストとして勤務していた関東の温浴施設で、客の誘致のためサウナで熱波をあおぐことになった。
熱波（アウフグース）はドイツ発祥で、サウナ室で熱した石（サウナストーン）に水をかけて高温の水蒸気を発生させ、タオルなどであおいで熱風を送る行為を意味する。熱波を送る人は熱波師（アウフギーサー）と呼ばれる。ドイツや西ヨーロッパを中心に人気があり、日本でも近年のサウナブームの中で注目されているが、五塔が熱波師の活動を始めた2013年ごろは日本ではまだ熱波が知られておらず、五塔も見よう見まねで風を送っていた。熱波がサウナ客の理解を得るまでに2、3年かかったという。
2017年ごろ、本場ドイツのアウフグースを体験して感動し、日本での普及を決意する。関東を拠点に全国の温浴施設を巡るフリーランスの熱波師「五塔熱子」として活動し、アウフグースを構成する熱・風・香りの三要素や、タオルさばきを工夫し、客を楽しませている。2018年には熱波の技術を競う「熱波甲子園」（日本サウナ熱波アウフグース協会主催）西日本大会で優勝した。
新型コロナウイルス感染症拡大の影響で、熱波師として全国のイベントを巡る生活に限界を感じるなか、2020年に知人が鳥取県琴浦町一向平キャンプ場内に開業したフィンランド式サウナ「ネイチャーサウナ」がきっかけとなり、夫の父親が鳥取県伯耆町出身という縁もあって、2021年5月に神奈川県から琴浦町へ移住し、地域おこし協力隊として着任。鳥取県が2021年9月から始めた観光キャンペーン「ととのうとっとり」やアウトドア・ツーリズムに関するイベントの企画・広報を担当している。
2022年7月、初めて開かれたアウフグース日本予選大会（横浜市）の個人戦で「八岐大蛇」をテーマに演技して優勝、団体戦で3位となった。7月22日には琴浦町内で激励会が開かれ、「八岐大蛇」の演技を披露した。山陰地方や琴浦町にゆかりのあるストーリーで演技したいと考えて、題材に八岐大蛇を選んだ。9月にオランダで開かれた世界大会にアジア勢・日本人として初出場し、予選と同じテーマで挑んだ個人戦で28位、音楽とアロマだけの演出で競うフリースタイル個人部門で3位となった。10月13日には鳥取県庁での報告会でアウフグースを実演した。
同年11月、鳥取県はサウナや温浴施設を発信するホームページ「ととのうとっとり」を開設し、五塔を「とっとりサウナCEA（最高経営熱波師）」に任命した。
2023年1月、ポーランドで開催されたアウフグース世界大会で準優勝した。世界8か国の女性アウフグースマスター9名が競い、決勝ではカナダと日本が対戦した。

## テレビ出演
- RCCテレビ「サウナぼっち。 私とサウナと熱波師と」（2022年9月 - 放送）[10]
- 朝日放送テレビ「あなたの代わりに見てきます!リア突WEST」日本一アツ苦しい女性 五塔熱子（2021年5月9日放送）[11]
- 関西テレビ放送「セブンルール」 #275 灼熱サウナで風を創る…世界3位のカリスマ熱波師 / 五塔熱子（2022年12月20日放送）[4]
- NHK「いいいじゅー!!」鳥取・琴浦町（2023年3月7日放送）[12]